# Ven (Insel)
Ven (dänisch: Hven, früher auch Hveen) ist eine seit 1660 schwedische Insel im Öresund zwischen der dänischen Insel Seeland und dem schwedischen Festland. Sie liegt 4,3 km vor der schwedischen Küste nordwestlich von Landskrona und gehört zur Provinz Skåne län, darin zur Gemeinde Landskrona. Bis 1959 war sie unter dem Namen Sankt Ibb eine selbständige Gemeinde.

## Geographie
Die Insel entstand etwa 4500 Jahre v. Chr. als Rest der eiszeitlichen Landbrücke zwischen Schonen und Seeland. Sie besteht aus einem bis zu 40 Meter hohen Plateau mit einer grasbewachsenen Steilküste (Vens backafall) als Naturreservat. Die Insel beherbergt eine artenreiche Flora, unter anderem wächst hier die Rosen-Malve.
Ven ist 760 Hektar (7,6 km²) groß und hat etwa 370 Einwohner, die in vier Dörfern leben:
- Bäckviken (Ost)
- Tuna By (nördl. Zentrum)
- Norreborg (Nord)
- Kyrkbacken (West, mit Kirche St. Ibb)

Auf der Insel befinden sich mehrere Hotelanlagen,  eine Jugendherberge (Vandrarhem), ein Golfplatz sowie ein Campingplatz. Es bestehen täglich Fährverbindungen von und nach Landskrona (Ventrafiken). Im Sommer verkehren zusätzlich Fähren von und nach Råå und Dänemark. Die Insel wird in der Saison von zehntausenden Tagesausflüglern besucht. Aus diesem Grunde stehen allein 1200 Leihfahrräder bereit.

## Geschichte
Ven befand sich bis 1660 in dänischem Besitz, gehörte ursprünglich zu der auf der dänischen Insel Seeland liegenden Gemeinde Birkerød und dem Kronborg Len, wurde aber 1654 zum Helsingborg Len hinzugefügt. Bekannt wurde die Insel durch die astronomischen Beobachtungen und Forschungen Tycho Brahes, der 1576 mit der Insel belehnt wurde. Brahe ließ hier das Observatorium Uraniborg und die Sternwarte Stjerneborg errichten, deren Reste Anfang des 20. Jahrhunderts ausgegraben wurden. Er legte auch Teiche an, um mit dem aufgestauten Wasser Papier- und andere Mühlen zu betreiben. Die im Blaeu-Atlas von 1663 noch abgebildeten Teiche sind heute nicht mehr vorhanden.
Im Zweiten Nordischen Krieg umkämpft, blieb Ven im Frieden von Roskilde 1658 zunächst in dänischem Besitz, wurde jedoch umgehend von schwedischen Truppen besetzt, da die Schweden die Insel als Teil des 1658 schwedisch gewordenen Helsingborg ansahen. Im Frieden von Kopenhagen 1660 gelangte Ven dann auch offiziell in schwedischen Besitz. Im Schonischen Krieg (1674–1679) versuchten die Dänen die Rückeroberung und besetzten gleich zweimal die Insel.

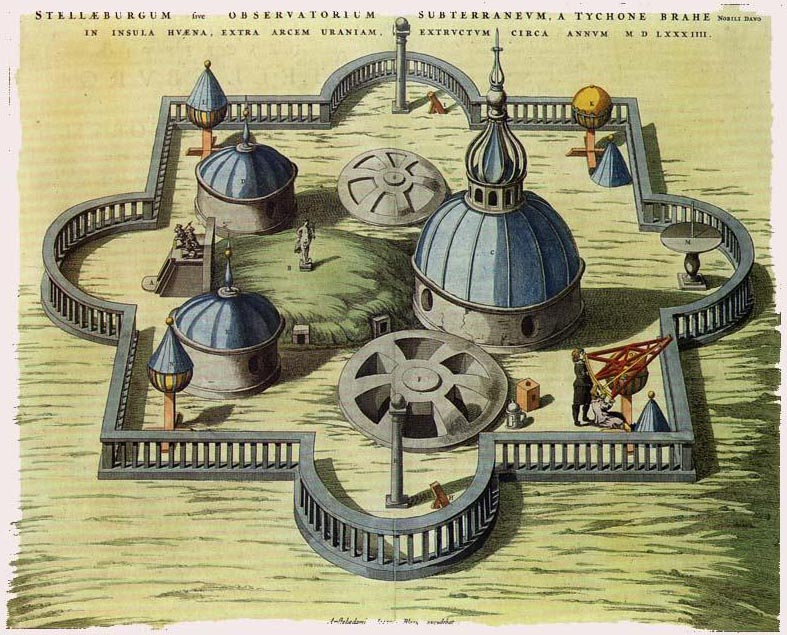
Stjerneborg
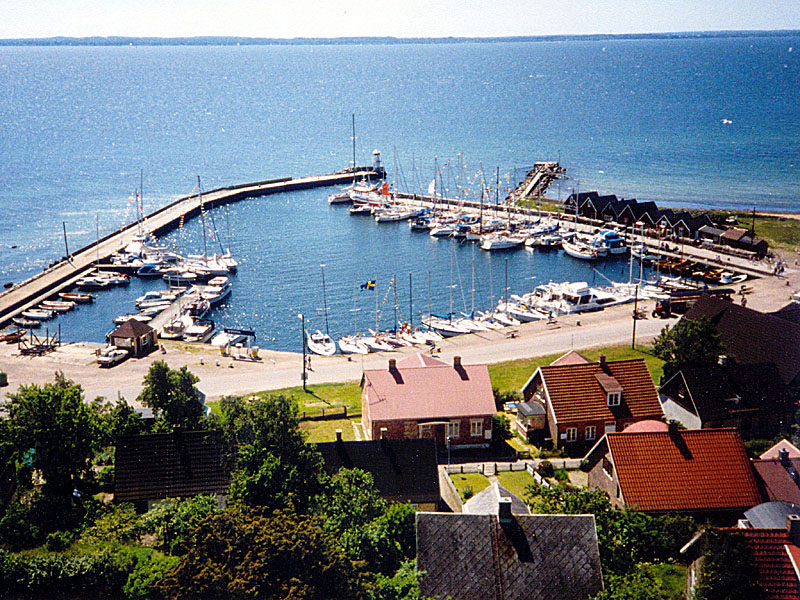
Hafen von Kyrkbacken
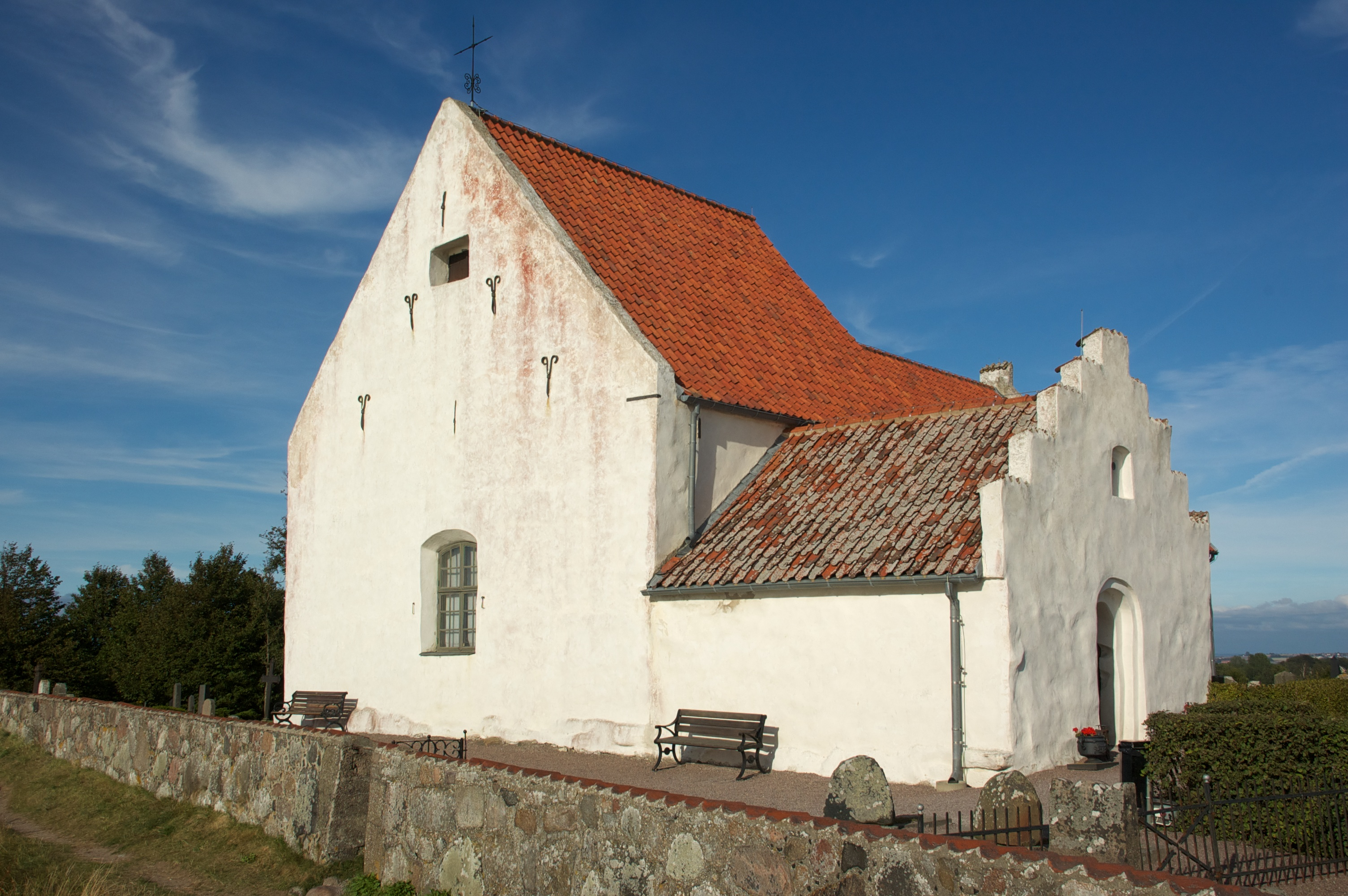
Kirche St. Ibbs
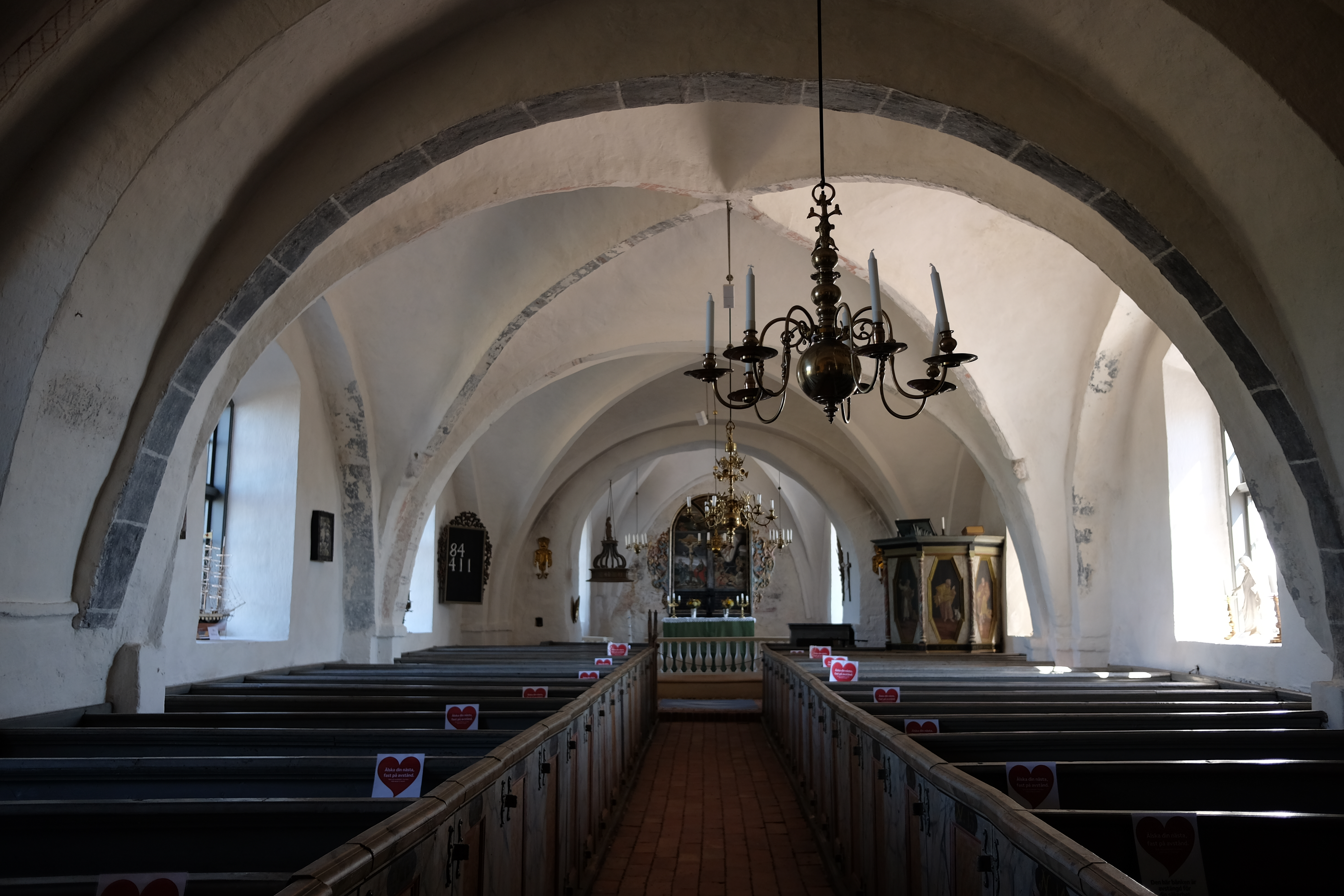
Innenraum der Kirche St. Ibbs

Die nach dem Apostel Jakobus benannte romanische Kirche St. Ibbs am Hafen am Westufer der Insel stammt aus dem 13. Jahrhundert und erhielt im 15. Jahrhundert ein gotisches Gewölbe, von dessen Ausmalung noch Reste erhalten sind. Die steinerne Taufe stammt aus der Erbauungszeit, das Altarbild von 1578 ist eine Stiftung von Tycho Brahe. Ihr Turm, der als Seezeichen gedient hatte, stürzte 1726 ein. Als die abseits von der Siedlung liegende alte Kirche im 19. Jahrhundert zu klein wurde, wurde eine neugotische Kirche in der Nähe der Uraniborg in der Mitte der Insel gebaut. Diese dient heute als Museum, während die renovierte alte Kirche als Hochzeitskirche beliebt ist.
Nach der Insel sind die Asteroiden (379) Huenna, (499) Venusia und (1678) Hveen benannt.